# 西高屋村
西高屋村（にしたかやむら）は、広島県賀茂郡にあった村。現在の東広島市の一部にあたる。

## 地理
高屋盆地の西部に位置していた。

## 歴史
- 1889年（明治22年）4月1日、町村制の施行により、賀茂郡檜山村、稲木村、中島村、杵原村、大畠村、宮領村、郷村、溝口村が合併して村制施行し、西高屋村が発足[1][2]。
- 1954年（昭和29年）3月31日、賀茂郡東高屋村と合併し、高屋村を新設して廃止された[1][2]。

### 地名の由来
かつての高屋郷の西の意。

## 産業
- 農業

## 交通

### 鉄道
- 1926年（大正15年）国有鉄道山陽本線、西高屋駅開設[1]。

## 教育
- 1908年（明治41年）溝口と大畠の尋常小学校が合併し、大字中島に西高屋尋常高等小学校（現東広島市立高屋西小学校）開校[1]。